# Kamran Jamshidi
Kamran Bahman Jamshidi (persiska: کامران بهمن جمشیدی), född 9 april 1957 i Iran, är zoroastrisk mobed och sedan 1992 talesman för den zoroastriska föreningen i Göteborg.

## Biografi
Kamran Jamshidi är son till Bahman Jamshidi och Mihandokht Azargoshasb. Han växte upp i en zoroastrisk prästfamilj i Iran och läste vid Teherans tekniska högskola. Han flyttade till Sverige efter revolutionen i Iran 1979. 
Jamshidi är Nordens första mobed och grundade 1992 Sveriges första zoroastriska förening i Göteborg.
Jamshidi genomförde 1997 även den navjote-ritual vid vilken artisten Alexander Bard, statsvetaren Trita Parsi och ambassadören Gautam Bhattacharyya invigdes till zoroastrismen.

## Kritik från zoroastriskt håll
Jamshidi är en kontroversiell person för vissa zoroastriska församlingar, främst parsiska grupper i Indien eftersom han är positiv till konvertering, kvinnliga präster samt tillåter blandäktenskap och erkänner barn med enbart en zoroastrisk förälder som församlingsmedlemmar. Hans liberala linje har ådragit honom kritik från mer traditionella präster, i såväl Bombay som i Storbritannien. Vissa av hans ståndpunkter delas dock av medlemmar i Irans prästråd (Anjoman-e mobadān).[källa behövs]